# Чемпіонат Європи з легкої атлетики 2024
Чемпіонат Європи з легкої атлетики 2024 проводився 7-12 червня в Римі на Олімпійському стадіоні.
Рішення про надання італійській столиці права проводити європейську легкоатлетичну першість було прийнято Радою Європейської легкоатлетичної асоціації 10 листопада 2020. За право проводити чемпіонат з Римом змагались Катовиці.
Рим приймав континентальний чемпіонат вдруге в історії, після 1974.
Результати, показані спортсменами у забігах на 10000 метрів, брались до заліку Кубка Європи з бігу на 10000 метрів, який, через ранні терміни проведення європейської першості в олімпійському році, у сезоні 2024 окремо не проводився.

## Призери

### Чоловіки
| Дисципліни                                    | Золото | Золото      | Срібло | Срібло      | Бронза | Бронза     |
| --------------------------------------------- | --- | ----------- | --- | ----------- | --- | ---------- |
| 100 метрів                                    | Марселл Джейкобс Італія | 10,02 SB    | Читуру Алі Італія | 10,05 SB    | Ромелл Глейв Велика Британія | 10,06      |
| 200 метрів                                    | Тімоте Мументалер Швейцарія | 20,28 EU23L | Філіппо Торту Італія | 20,41       | Вільям Ріайс Швейцарія | 20,47      |
| 400 метрів                                    | Александер Дом Бельгія | 44,15 CR    | Чарльз Добсон Велика Британія | 44,38 PB    | Лімарвін Боневасія Нідерланди | 44,88 SB   |
| 800 метрів                                    | Габріель Туаль Франція | 1.44,87     | Мохамед Аттауї Іспанія | 1.45,20     | Каталін Текучану Італія | 1.45,40    |
| 1500 метрів                                   | Якоб Інгебрігтсен Норвегія | 3.31,95 CR  | Йохем Вермелен Бельгія | 3.33,30 PB  | П'єтро Арезе Італія | 3.33,34    |
| 5000 метрів                                   | Якоб Інгебрігтсен Норвегія | 13.20,11 SB | Джордж Міллс Велика Британія | 13.21,38    | Домінік Лобалу Швейцарія | 13.21,61   |
| 10000 метрів (+ особистий залік Кубка Європи) | Домінік Лобалу Швейцарія | 28.00,32    | Янн Шрюбб Франція | 28.00,48 SB | Тьєррі Ндікумвенайо Іспанія | 28.00,96   |
| 10000 метрів (командний залік Кубка Європи)   | ФранціяЯнн Шрюбб (28.00,48) Джиммі Грессьє (28.01,42) Сімон Бедар (28.11,61) Валентин Гондуан (28.11,86)                                                              | 1:24.13,71  | ІспаніяТьєррі Ндікумвенайо (28.00,96) Абдессамад Ухельфен (28.10,97) Іліас Фіфа (28.14,10) Хесус Рамос (28.24,93) Едуардо Меначо (28.25,62)      | 1:24.26,03  | Велика БританіяПатрік Девер (28.04,43) Закарія Махамед (28.25,31) Рорі Леонард (28.33,66)                                                                  | 1:25.03,40 |
| 110 метрів з бар'єрами                        | Лоренцо Сімонеллі Італія | 13,05 EL    | Енріке Льйопіс Іспанія | 13,16 PB    | Джейсон Джозеф Швейцарія | 13,43      |
| 400 метрів з бар'єрами                        | Карстен Варгольм Норвегія | 46,98 CR    | Алессандро Сібіліо Італія | 47,50 NR    | Карл Бенгтстрем Швеція | 47,94 NR   |
| 3000 метрів з перешкодами                     | Алексі М'єлле Франція | 8.14,01 PB  | Джілалі Бедрані Франція | 8.13,36     | Карл Бебендорф Німеччина | 8.14,41 PB |
| 4×100 метрів                                  | ІталіяМаттео Меллуццо Марселл Джейкобс Лоренцо Патта Філіппо Торту Роберто Рігалі (забіг) Лоренцо Сімонеллі (забіг)                                                   | 37,82 EL    | НідерландиЕлвіс Афріфа Таймір Бернет Хаві Мо-Аджок Нсікак Екпо                                                                                   | 38,46       | НімеччинаКевін Кранц Оуен Анса Деніз Алмас Лукас Анса-Пепра                                                                                                | 38,52      |
| 4×400 метрів                                  | БельгіяЙонатан Сакор Робін Вандербемден Ділан Борле Александер Дом Флоран Мабіль (забіг) Крістіан Ігуасель (забіг)                                                    | 2.59,84 EL  | ІталіяЛука Сіто Владімір Ачеті Ріккардо Мелі Едоардо Скотті Браян Лопес (забіг)                                                                  | 3.00,81 SB  | НімеччинаМануель Сандерс Жан-Поль Бредо Марк Кох Еміль Аг'єкум Лукас Краппе (забіг) Тайлер Пренц (забіг)                                                   | 3.00,82 SB |
| Напівмарафон (особиста першість)              | Єманеберхан Кріппа Італія | 1:01.03 CR  | П'єтро Ріва Італія | 1:01.04 SB  | Аманаль Петрос Німеччина | 1:01.07    |
| Напівмарафон (командна першість)              | ІталіяЄманеберхан Кріппа (1:01.03) П'єтро Ріва (1:01.04) Паскуале Сельвароло (1:01.27) Ейоб Фаньєль (1:01.29) Йоганнес К'яппінеллі (1:01.42) Данієле Меуччі (1:03.45) | 3:03.34     | ІзраїльМару Тефері (1:01.10) Гашау Аяле (1:01.28) Гірмеу Амаре (1:01.31) Хаймро Аламе (1:02.38) Годадеу Белачеу (1:02.53) Тесема Могес (1:06.06) | 3:04.09     | НімеччинаАманаль Петрос (1:01.07) Самуель Фітві (1:01.17) Філімон Абрахам (1:03.09) Ріхард Рінгер (1:03.53) Сімон Бох (1:04.16) Хендрік Пфайффер (1:04.32) | 3:05.33    |
| Ходьба 20 кілометрів                          | Персеус Карлстрем Швеція | 1:19.13     | Пол Мак-Грат Іспанія | 1:19.31     | Франческо Фортунато Італія | 1:19.54 SB |
| Стрибки у висоту                              | Джанмарко Тамбері Італія | 2,37 CR     | Владислав Лавський Україна | 2,29 PB     | Олег Дорощук Україна | 2,26       |
| Стрибки з жердиною                            | Арман Дюплантіс Швеція | 6,10 CR     | Еммануїл Караліс Греція | 5,87 PB     | Ерсу Шашма ТуреччинаОлег Зернікель Німеччина | 5,82       |
| Стрибки в довжину                             | Мільтіадіс Тентоглу Греція | 8,65 CR     | Маттія Фурлані Італія | 8,38 WU20R  | Зімон Егаммер Швейцарія | 8,31       |
| Потрійний стрибок                             | Хордан Діас Іспанія | 18,18 CR    | Педро Пічардо Португалія | 18,04 NR    | Тома Гогуа Франція | 17,38 PB   |
| Штовхання ядра                                | Леонардо Фаббрі Італія | 22,45 CR    | Філіп Міхалевич Хорватія | 21,20       | Міхал Гаратик Польща | 20,94 SB   |
| Метання диска                                 | Крістьян Чех Словенія | 68,08       | Лукас Вайсгайдінгер Австрія | 67,70       | Міколас Алекна Литва | 67,48      |
| Метання молота                                | Войцех Новицький Польща | 80,95 SB    | Бенце Халас Угорщина | 80,49 SB    | Михайло Кохан Україна | 80,18      |
| Метання списа                                 | Якуб Вадлейх Чехія | 88,65 SB    | Юліан Вебер Німеччина | 85,94       | Олівер Геландер Фінляндія | 85,75 SB   |
| Десятиборство                                 | Йоганнес Ерм Естонія | 8764 WL     | Сандер Скотхейм Норвегія | 8635 EU23L  | Макенсон Глетті Франція | 8606 PB    |

### Жінки
| Дисципліни                                    | Золото | Золото      | Срібло | Срібло         | Бронза | Бронза         |
| --------------------------------------------- | --- | ----------- | --- | -------------- | --- | -------------- |
| 100 метрів                                    | Діна Ашер-Сміт Велика Британія | 10,99       | Ева Свобода Польща | 11,03 (11,025) | Зейнаб Доссо Італія | 11,03 (11,029) |
| 200 метрів                                    | Муджинга Камбунджі Швейцарія | 22,49 SB    | Дерілл Нейта Велика Британія | 22,50 SB       | Елен Парізо Франція | 22,63 PB       |
| 400 метрів                                    | Наталя Качмарек Польща | 48,98 EL    | Расідат Аделеке Ірландія | 49,07 EU23L    | Ліке Клавер Нідерланди | 50,08 SB       |
| 800 метрів                                    | Кілі Годжкінсон Велика Британія | 1.58,65     | Габріела Гаянова Словаччина | 1.58,79 SB     | Анаїс Бургуен Франція | 1.59,30        |
| 1500 метрів                                   | Кіара Магіен Ірландія | 4.04,66     | Джорджія Белл Велика Британія | 4.05,33        | Агат Гіймо Франція | 4.05,69        |
| 5000 метрів                                   | Надя Баттоклетті Італія | 14.35,29 CR | Кароліне Гревдаль Норвегія | 14.38,62 SB    | Марта Гарсія Іспанія | 14.44,04 NR    |
| 10000 метрів (+ особистий залік Кубка Європи) | Надя Баттоклетті Італія | 30.51,32 NR | Діане ван Ес Нідерланди | 30.57,24 PB    | Меган Кіт Велика Британія | 31.04,77       |
| 10000 метрів (командний залік Кубка Європи)   | ІталіяНадя Баттоклетті (30.51,32) Федеріка дель Буоно (31.25,41) Еліза Пальмеро (31.38,45) Валентина Джеметто (33.23,43)                    | 1:33.55,18  | НідерландиДіане ван Ес (30.57,24) Ясмейн Лау (32.15,91) Сілке Йонкман (32.38,73) Верле Баккер (33.07,14)                                    | 1:35.51,88     | НімеччинаЛіза Меркель (32.17,24) Ева Дітеріх (33.17,78) Дебора Шенеборн (33.48,90)                                                                   | 1:39.13,92     |
| 100 метрів з бар'єрами                        | Сірена Самба-Маєла Франція | 12,31 CR    | Дітаджі Камбунджі Швейцарія | 12,40 EU23R    | Пія Скшишовська Польща | 12,42 PB       |
| 400 метрів з бар'єрами                        | Фемке Бол Нідерланди | 52,49 CR    | Луїз Мараваль Франція | 54,23 PB       | Кателейн Петерс Нідерланди | 54,37          |
| 3000 метрів з перешкодами                     | Геза Краузе Німеччина | 9.18,06     | Елізабет Берд Велика Британія | 9.18,39 SB     | Стелла Рутто Румунія | 9.22,36 PB     |
| 4×100 метрів                                  | Велика БританіяДіна Ашер-Сміт Дезіре Генрі Емі Гант Дерілл Нейта Аша Філіп (забіг)                                                          | 41,91 EL    | ФранціяОрлан Ольєр Жеміма Жозеф Елен Парізо Сара Рішар Марусся Паре (забіг)                                                                 | 42,15 SB       | НідерландиНадін Віссер Маріє ван Гюненстейн Мінке Біссхопс Таса Джія                                                                                 | 42,46          |
| 4×400 метрів                                  | НідерландиЛіке Клавер Кателейн Петерс Лісанне де Вітте Фемке Бол Евеліне Салберг (забіг) Анне ван де Віл (забіг) Мірте ван дер Схот (забіг) | 3.22,39 EL  | ІрландіяСофі Бекер Расідат Аделеке Філ Гілі Шарлін Модслі Лорен Кадден (забіг)                                                              | 3.22,71 NR     | БельгіяНаомі ван ден Брук Імке Верват Синтія Болінго Гелена Понетт Каміль Лаус (забіг)                                                               | 3.22,95 SB     |
| Напівмарафон (особиста першість)              | Кароліне Гревдаль Норвегія | 1:08.09 CR  | Джоан Челімо Меллі Румунія | 1:08.55        | Каллі Хогер-Такері Велика Британія | 1:08.58        |
| Напівмарафон (командна першість)              | Велика БританіяКаллі Хогер-Такері (1:08.58) Еббі Доннеллі (1:09.57) Клара Еванс (1:10.06) Лорен Мак-Ніл (1:11.26)                           | 3:29.01     | НімеччинаМелат Кеджета (1:09.42) Доменіка Маєр (1:10.49) Естер Пфайффер (1:11.28) Фаб'єнне Кенгіштайн (1:11.34) Катаріна Штайнрук (1:12.48) | 3:31.59        | ІспаніяЛаура Луенго (1:10.54) Естер Наваррете (1:11.08) Фатіма Уадду (1:11.14) Мерічель Солер (1:12.16) Лідія Кампо (1:13.25) Лаура Мендес (1:16.28) | 3:33.16        |
| Ходьба 20 кілометрів протокол                 | Антонелла Пальмізано Італія | 1.28,08     | Валентіна Траплетті Італія | 1.28,37 PB     | Людмила Оляновська Україна | 1.28,48 SB     |
| Стрибки у висоту                              | Ярослава Магучіх Україна | 2,01        | Ангеліна Топич Сербія | 1,97           | Ірина Геращенко Україна | 1,95 SB        |
| Стрибки з жердиною                            | Ангеліка Мозер Швейцарія | 4,78 NR     | Екатеріні Стефаніді Греція | 4,73 SB        | Моллі Кодері Велика Британія | 4,73           |
| Стрибки в довжину                             | Малайка Мігамбо Німеччина | 7,22 WL     | Ларісса Япікіно Італія | 6,94 EU23L     | Агате де Соуза Велика Британія | 6,91 SB        |
| Потрійний стрибок                             | Ана Пелетейро-Компаоре Іспанія | 14,85 EL    | Тугба Данішмаз Туреччина | 14,57 NR       | Ільйоні Гійом Франція | 14,43 PB       |
| Штовхання ядра                                | Джессіка Схілдер Нідерланди | 18,77       | Йорінде ван Клінкен Нідерланди | 18,67 SB       | Ємісі Огунлеє Німеччина | 18,62          |
| Метання диска                                 | Сандра Елкасевич Хорватія | 67,04 SB    | Йорінде ван Клінкен Нідерланди | 65,99 SB       | Ліліана Ка Португалія | 64,53          |
| Метання молота                                | Сара Фантіні Італія | 74,18 SB    | Аніта Влодарчик Польща | 72,92 SB       | Роз Лога Франція | 72,68 PB       |
| Метання списа                                 | Вікторія Гадсон Австрія | 64,62       | Адріана Вілагош Сербія | 64,42 EU23L    | Марі-Тереза Обст Норвегія | 63,50 PB       |
| Семиборство                                   | Нафіссату Тіам Бельгія | 6848 CR     | Оріана Лазрак-Хласс Франція | 6635 PB        | Нор Відтс Бельгія | 6596 PB        |

### Змішана дисципліна
| Дисципліни   | Золото                                                               | Золото     | Срібло                                                      | Срібло     | Бронза                                                               | Бронза     |
| ------------ | -------------------------------------------------------------------- | ---------- | ----------------------------------------------------------- | ---------- | -------------------------------------------------------------------- | ---------- |
| 4×400 метрів | ІрландіяКрістофер О'Доннелл Расідат Аделеке Томас Барр Шарлін Модслі | 3.09,92 CR | ІталіяЛука Сіто Анна Полінарі Едоардо Скотті Аліче Манджоне | 3.10,69 NR | НідерландиЛімарвін Боневасія Ліке Клавер Ісая Клейн Іккінк Фемке Бол | 3.10,73 SB |

## Медальний залік
| Місце                | Країна               | Золото | Срібло | Бронза | Загалом |
| -------------------- | -------------------- | ------ | ------ | ------ | ------- |
| 1                    | Італія               | 11     | 9      | 4      | 24      |
| 2                    | Франція              | 4      | 5      | 7      | 16      |
| 3                    | Велика Британія      | 4      | 4      | 5      | 13      |
| 4                    | Норвегія             | 4      | 2      | 1      | 7       |
| 5                    | Швейцарія            | 4      | 1      | 4      | 9       |
| 6                    | Нідерланди           | 3      | 4      | 5      | 12      |
| 7                    | Бельгія              | 3      | 1      | 2      | 6       |
| 8                    | Іспанія              | 2      | 3      | 3      | 8       |
| 9                    | Польща               | 2      | 2      | 2      | 6       |
| 10                   | Ірландія             | 2      | 2      | 0      | 4       |
| 11                   | Швеція               | 2      | 0      | 1      | 3       |
| 12                   | Німеччина            | 1      | 3      | 7      | 11      |
| 13                   | Греція               | 1      | 2      | 0      | 3       |
| 14                   | Україна              | 1      | 1      | 4      | 6       |
| 15                   | Австрія              | 1      | 1      | 0      | 2       |
| 15                   | Хорватія             | 1      | 1      | 0      | 2       |
| 17                   | Естонія              | 1      | 0      | 0      | 1       |
| 17                   | Словенія             | 1      | 0      | 0      | 1       |
| 17                   | Чехія                | 1      | 0      | 0      | 1       |
| 20                   | Сербія               | 0      | 2      | 0      | 2       |
| 21                   | Португалія           | 0      | 1      | 2      | 3       |
| 22                   | Туреччина            | 0      | 1      | 1      | 2       |
| 23                   | Ізраїль              | 0      | 1      | 0      | 1       |
| 23                   | Румунія              | 0      | 1      | 0      | 1       |
| 23                   | Словаччина           | 0      | 1      | 0      | 1       |
| 23                   | Угорщина             | 0      | 1      | 0      | 1       |
| 27                   | Литва                | 0      | 0      | 1      | 1       |
| 27                   | Фінляндія            | 0      | 0      | 1      | 1       |
| Загалом (28 збірних) | Загалом (28 збірних) | 49     | 49     | 50     | 148     |

## Відеопідсумки
- День 1 на YouTube
- День 2 на YouTube
- День 3 на YouTube
- День 4 на YouTube
- День 5 на YouTube
- День 6 на YouTube

## Виступ українців
У складі збірної України брали участь в чемпіонаті 46 атлетів (18 чоловіків і 28 жінок).
| Чоловіки (18) | Чоловіки (18)                                                                         | Чоловіки (18) | Чоловіки (18) |
| Місце         | Атлет                                                                                 | Дисципліна    | Результат     |
| ------------- | ------------------------------------------------------------------------------------- | ------------- | ------------- |
| 2             | Владислав Лавський                                                                    | висота        | 2,29 PB       |
| 3             | Олег Дорощук                                                                          | висота        | 2,26          |
| 3             | Михайло Кохан                                                                         | молот         | 80,18         |
|               | Артур Фельфнер                                                                        | спис          | 81,38         |
|               | Ігор Главан                                                                           | ходьба 20 км  | 1:22.03       |
|               | Сергій Світличний                                                                     | ходьба 20 км  | 1:23.49 SB    |
|               | Іван Банзерук                                                                         | ходьба 20 км  | 1:28.25 SB    |
| заб           | Олександр Погорілко                                                                   | 400 м         | 45,41         |
| заб           | Олександр Погорілко Ростислав Голубович Євген Гуцол Данило Даниленко Микита Родченков | 4×400 м       | 3.05,86 SB    |
| кв            | Роман Кокошко                                                                         | ядро          | 19,41         |
| кв            | Владислав Шепелєв                                                                     | потрійний     | 16,17         |
| кв            | Артем Коноваленко                                                                     | потрійний     | 15,94 SB      |
| кв            | Владислав Малихін                                                                     | жердина       | 5,45          |
| кв            | Ілля Кравченко                                                                        | жердина       | 5,25          |
| кв            | Дмитро Нікітін                                                                        | висота        | 2,17          |

| Жінки (28) | Жінки (28)                                                                             | Жінки (28)   | Жінки (28) |
| Місце      | Атлетка                                                                                | Дисципліна   | Результат  |
| ---------- | -------------------------------------------------------------------------------------- | ------------ | ---------- |
| 1          | Ярослава Магучіх                                                                       | висота       | 2,01       |
| 3          | Ірина Геращенко                                                                        | висота       | 1,95 SB    |
| 3          | Людмила Оляновська                                                                     | ходьба 20 км | 1:28.48 SB |
|            | Олена Собчук                                                                           | ходьба 20 км | 1:31.47 SB |
|            | Ганна Красуцька                                                                        | потрійний    | 13,71      |
|            | Ольга Корсун                                                                           | потрійний    | 13,69      |
|            | Марія Сахарук                                                                          | ходьба 20 км | 1:32.39    |
|            | Вікторія Калюжна                                                                       | напівмарафон | 1:13.25    |
|            | Ольга Нижник                                                                           | напівмарафон | 1:14.23 SB |
| заб        | Анна Плотіцина                                                                         | 100 м з/б    | 13,35      |
| заб        | Тетяна Кайсен                                                                          | 200 м        | 24,31      |
| заб        | Мар'яна Шостак                                                                         | 400 м        | 51,99 PB   |
| заб        | Катерина Карпюк                                                                        | 400 м        | 53,06      |
| заб        | Тетяна Мельник                                                                         | 400 м        | 54,06      |
| заб        | Анна Рижикова                                                                          | 400 м з/б    | 54,95 SB   |
| заб        | Марія Буряк                                                                            | 400 м з/б    | 58,40      |
| заб        | Ольга Ляхова                                                                           | 800 м        | 2.01,51    |
| заб        | Наталія Кроль                                                                          | 800 м        | 2.02,87    |
| заб        | Катерина Карпюк Марія Буряк Анна Рижикова Тетяна Мельник Тетяна Харащук Мар'яна Шостак | 4×400 м      | 3.27,59 SB |
| заб        | Наталія Стребкова                                                                      | 3000 м з/п   | 9.45,71    |
| кв         | Юлія Левченко                                                                          | висота       | 1,85       |
| кв         | Юлія Чумаченко                                                                         | висота       | 1,85       |
| кв         | Яна Гладійчук                                                                          | жердина      | 4,10       |
| кв         | Оксана Малогловець                                                                     | довжина      | 6,39       |
| кв         | Ірина Климець                                                                          | молот        | 66,11      |
| кв         | Марія Сіней                                                                            | потрійний    | NM         |
| ф          | Юлія Лобан                                                                             | семиборство  | DNF        |
| ф          | Євгенія Прокоф'єва                                                                     | напівмарафон | DNS        |